# Christa Vandercruyssen
Christa Vandercruyssen (6 februari 1961) is een Belgische voormalige atlete, die gespecialiseerd was in het hordelopen. Zij werd driemaal Belgisch kampioene.

## Loopbaan
Vandercruyssen werd in 1982 Belgisch kampioene op zowel de 100 m horden als de 400 m horden. In 1984 veroverde ze een tweede titel op de 100 m horden. Zij was aangesloten bij AA Gent

## Belgische kampioenschappen
| Onderdeel    | Jaar       |
| ------------ | ---------- |
| 100 m horden | 1982, 1984 |
| 400 m horden | 1982       |

## Persoonlijke records
| Onderdeel    | Prestatie | Datum        | Plaats   |
| ------------ | --------- | ------------ | -------- |
| 100 m horden | 13,83 s   | 17 juni 1984 | Lissabon |
| 400 m horden | 57,79 s   | 8 juli 1989  | Mechelen |

## Palmares

### 100 m horden
- 1981:  BK AC - 14,27 s
- 1982:  BK AC - 14,15 s
- 1984:  BK AC - 13,84 s

### 400 m horden
- 1982:  BK AC - 60,48 s